# فرودگاه تک‌بانده اکت
فرودگاه تک‌بانده اکت (به انگلیسی: Eket Airstrip) یک فرودگاه همگانی است که یک باند فرود آسفالت دارد و طول باند آن ۱۳۰۰ متر است. این فرودگاه در شهر اکت، نیجریه کشور نیجریه قرار دارد و در ارتفاع ۱۳ متری از سطح دریا واقع شده است.